# Mamestra occidenta
Mamestra occidenta là một loài bướm đêm trong họ Noctuidae.